# Olive Branch (Missisipi)
Olive Branch – miasto w Stanach Zjednoczonych, w stanie Missisipi, w hrabstwie DeSoto.